# Edificio autónomo
Un edificio autónomo es un edificio diseñado para ser operado independientemente de la infraestructura de servicios de apoyo, como la red de energía eléctrica de rejilla, red de gas, los sistemas municipales de agua, de tratamiento de aguas residuales, desagües pluviales, servicios de comunicación y, en algunos casos, la vía pública.
Los defensores del edificio autónomo describen ventajas que incluyen la reducción de los impactos ambientales, mayor seguridad y menores costos de propiedad. Algunas ventajas citadas satisfacen los principios de construcción verde, la no independencia per se. Los edificios fuera de la red eléctrica a menudo confían muy poco en los servicios civiles y son, por lo tanto, más seguros y más cómodos durante un desastre civil o ataques militares. (Los edificios fuera de red no pierden la electricidad o el agua si los suministros públicos estuvieran comprometidos por alguna razón).

La mayoría de las investigaciones y artículos publicados relativos al edificio autónomo se enfocan hacia las viviendas residenciales.

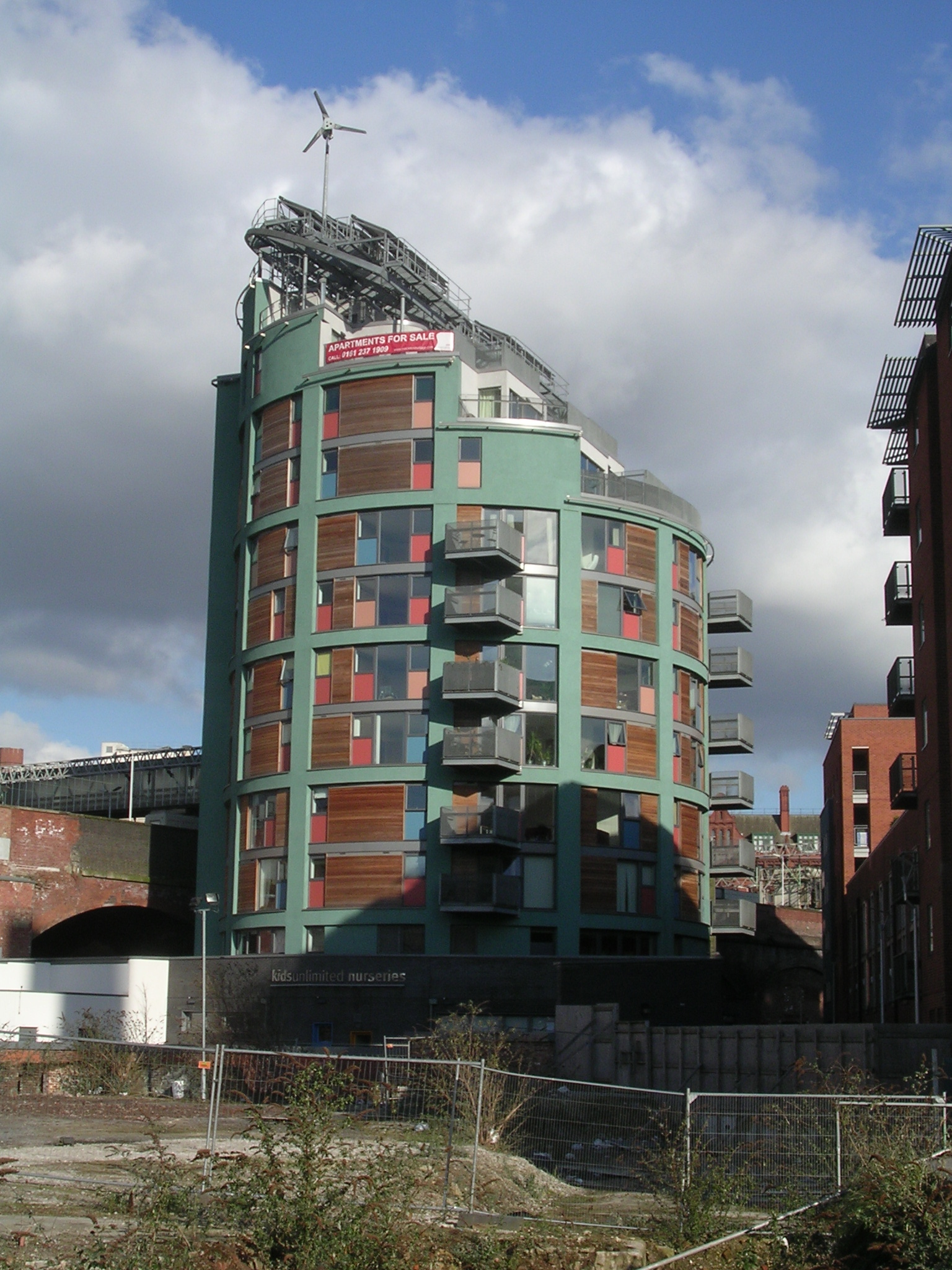
Ejemplo de edificio autónomo (Green Building, obra de Terry Farrel y Co.)

Los arquitectos británicos Brenda y Robert Vale han dicho que, a partir de 2002,

"Es muy posible que en todas partes de Australia se construyan casas sin facturas, que serían confortables sin calefacción y refrigeración, que producirían su propia electricidad, recogerían su propia agua y se ocuparían de sus propios residuos ... Estas casas se pueden construir ahora, utilizando técnicas disponibles en estanterías (off-the-shelf). Es posible construir una casa sin facturas por el mismo precio que una casa convencional, pero sería (un 25%) más pequeña.

## Ventajas de los edificios inteligentes
- Para los administradores:  
Un edificio inteligente proporciona a sus administradores un conjunto de facilidades para su mantenimiento, así como para la comunicación hacia dentro y hacia fuera del edificio permitiendo un control eficiente y económico, vigilancia, seguridad contra fuego, monitoreo, sistema de alarma (aviso a los ocupantes dentro del edificio, a la policía, a los bomberos y hospitales).  
-Para los usuarios:  
Un edificio inteligente ofrece a sus usuarios, en su lugar de trabajo, un ambiente seguro, diseñado ergonómicamente y en función de las personas ("People Oriented") para aumentar su productividad y estimular su creatividad. Provee también servicios sofisticados de computación y telecomunicaciones. En hoteles y residencias debe proporcionar un ambiente que sea confortable y "más humano", evitando así los entornos fríos e impersonales. 

## Desventajas de los edificios inteligentes
Para ambos casos Administradores y Usuarios.
Se podría decir que las desventajas son realmente pocas con respecto a las ventajas pero se pueden mencionar las siguientes: 
-El precio aún es demasiado alto.
-Al ser relativamente nueva su aplicación se pueden experimentar fallos en los sistemas, etc.
-Se puede producir el aislamiento del usuario.
-Se puede dar un entorpecimiento del usuario, dependiendo del grado de automatización del sistema.
-Los edificios comunes tienen más durabilidad que los edificios inteligentes por su complejidad.